# Fatih (F-242)
La TCG Fatih (F-242) es una de las fragatas de la Armada de Turquía. Es el tercer barco producido de su clase. Entre los cuatro barcos que se prevé adquirir en el marco de la modernización de las fuerzas navales turcas, este es el primer barco de esta clase producido en Turquía, construido en el astillero Gölcük. Fue desarrollado basándose en el diseño MEKO 200.
La TCG Fatih (F-242), que fue botada en 1987 y entró en servicio en 1988, tiene 115,5 metros de eslora, 14,2 metros de manga y un calado de 4,1 metros. En la fragata están de servicio 21 oficiales, 96 suboficiales, 9 sargentos especialistas y 59 marineros.

## Armas y sensores

### Arsenal
- 1x127 Cañones MK 45 mm 127/54 (cañones de la batería principal 5/54)
- 3 CIWS Sea Zenith (cuádruple) de 25 mm
- 8 x Harpoon SSM
- 16x Sea Sparrow SAM
- 2 lanzadores tripletes Mk 32 de 324 mm, para torpedos Mk 46

### Sensores
- DA-08/1S
- WM-25
- delfín
- REMOVER
- DECA 1226
- Racal Cutlass B1/Escorpión ED/ET
- Sonares: SQS-56